# Turdus ruficollis
Turdus ruficollis là một loài chim trong họ Turdidae.